# Thomas Herschmiller
Thomas Alan "Tom" Herschmiller (ur. 6 kwietnia 1978 w Comox) – kanadyjski wioślarz, srebrny medalista olimpijski z Aten.
Zawody w 2004 były jego drugimi igrzyskami olimpijskimi, debiutował w 2000 w Sydney (siódme miejsce w ósemce). W 2004 zajął drugie miejsce w czwórce bez sternika (wygrali Brytyjczycy). Wspólnie z nim płynęli Cameron Baerg, Jake Wetzel i Barney Williams. Zdobył złoto mistrzostw świata w 2003 w tej samej konkurencji - Kanadyjczycy startowali w identycznym składzie, co na igrzyskach. 